# Centro Novo do Maranhão
Centro Novo do Maranhão is een gemeente in de Braziliaanse deelstaat Maranhão. De gemeente telt 15.668 inwoners (schatting 2009).
De gemeente grenst aan Zé Doca, Bom Jardim en Nova Olinda do Maranhão.